# Schoonspringen op de Olympische Zomerspelen 2020 – driemeterplank vrouwen
Het schoonspringen voor vrouwen vanaf de driemeterplank op de Olympische Zomerspelen 2020 vond plaats op 30 en 31 juli 2021. 27 schoonspringsters gingen van start in de voorronde. 18 schoonspringsters kwamen in actie in de halve finale, 12 van hen drongen door tot de finale. Regerend olympisch kampioene was de Chinese Shi Tingmao, die in 2021 haar titel prolongeerde.

## Uitslag
| Rang   | Naam                | Land | Voorronde | Voorronde | Halve finale  | Halve finale  | Finale        | Finale        | Finale        | Finale        | Finale        | Finale        |
| Rang   | Naam                | Land | Punten    | Rang      | Punten        | Rang          | 1             | 2             | 3             | 4             | 5             | Punten        |
| ------ | ------------------- | ---- | --------- | --------- | ------------- | ------------- | ------------- | ------------- | ------------- | ------------- | ------------- | ------------- |
| Goud   | Shi Tingmao         | CHN  | 350.45    | 1         | 371.45        | 1             | 76.50         | 76.50         | 75.00         | 77.50         | 78.00         | 383.50        |
| Zilver | Wang Han            | CHN  | 347.25    | 2         | 346.85        | 2             | 72.00         | 67.50         | 66.00         | 69.75         | 73.50         | 348.75        |
| Brons  | Krysta Palmer       | USA  | 279.10    | 15        | 316.65        | 5             | 67.50         | 63.00         | 73.50         | 66.65         | 73.10         | 343.75        |
| 4      | Nur Dhabitah Sabri  | MAS  | 291.60    | 10        | 312.60        | 6             | 63.00         | 66.65         | 61.50         | 67.50         | 67.50         | 326.15        |
| 5      | Inge Jansen         | NED  | 278.75    | 16        | 301.90        | 9             | 63.00         | 63.00         | 58.50         | 63.55         | 63.00         | 311.05        |
| 6      | Aranza Vázquez      | MEX  | 294.30    | 8         | 318.60        | 4             | 63.00         | 60.45         | 66.00         | 46.50         | 67.50         | 303.45        |
| 7      | Tina Punzel         | GER  | 287.00    | 14        | 311.05        | 7             | 66.00         | 44.95         | 61.50         | 63.00         | 67.50         | 302.95        |
| 8      | Jennifer Abel       | CAN  | 332.40    | 3         | 341.40        | 3             | 63.00         | 69.75         | 39.00         | 64.50         | 61.20         | 297.45        |
| 9      | Hailey Hernandez    | USA  | 309.55    | 6         | 291.60        | 10            | 58.05         | 58.80         | 58.80         | 58.80         | 54.00         | 288.45        |
| 10     | Mariia Poliakova    | ROC  | 288.55    | 13        | 290.10        | 11            | 61.50         | 39.00         | 63.00         | 57.00         | 63.55         | 284.05        |
| 11     | Michelle Heimberg   | SUI  | 289.95    | 11        | 289.80        | 12            | 60.00         | 63.00         | 41.85         | 54.00         | 64.50         | 283.35        |
| 12     | Esther Qin          | AUS  | 292.80    | 9         | 309.15        | 8             | 67.50         | 29.45         | 61.50         | 42.00         | 61.50         | 261.95        |
| 13     | Emma Gullstrand     | SWE  | 289.65    | 12        | 288.85        | 13            | Uitgeschakeld | Uitgeschakeld | Uitgeschakeld | Uitgeschakeld | Uitgeschakeld | Uitgeschakeld |
| 14     | Anabelle Smith      | AUS  | 272.05    | 18        | 285.60        | 14            | Uitgeschakeld | Uitgeschakeld | Uitgeschakeld | Uitgeschakeld | Uitgeschakeld | Uitgeschakeld |
| 15     | Kim Su-ji           | KOR  | 304.20    | 7         | 283.90        | 15            | Uitgeschakeld | Uitgeschakeld | Uitgeschakeld | Uitgeschakeld | Uitgeschakeld | Uitgeschakeld |
| 16     | Sayaka Mikami       | JPN  | 317.10    | 5         | 273.70        | 16            | Uitgeschakeld | Uitgeschakeld | Uitgeschakeld | Uitgeschakeld | Uitgeschakeld | Uitgeschakeld |
| 17     | Haruka Enomoto      | JPN  | 277.85    | 17        | 255.40        | 17            | Uitgeschakeld | Uitgeschakeld | Uitgeschakeld | Uitgeschakeld | Uitgeschakeld | Uitgeschakeld |
| 18     | Pamela Ware         | CAN  | 330.10    | 4         | 245.10        | 18            | Uitgeschakeld | Uitgeschakeld | Uitgeschakeld | Uitgeschakeld | Uitgeschakeld | Uitgeschakeld |
| 19     | Grace Reid          | GBR  | 268.15    | 19        | Uitgeschakeld | Uitgeschakeld | Uitgeschakeld | Uitgeschakeld | Uitgeschakeld | Uitgeschakeld | Uitgeschakeld | Uitgeschakeld |
| 20     | Ng Yan Yee          | MAS  | 251.95    | 20        | Uitgeschakeld | Uitgeschakeld | Uitgeschakeld | Uitgeschakeld | Uitgeschakeld | Uitgeschakeld | Uitgeschakeld | Uitgeschakeld |
| 21     | Luana Lira          | BRA  | 244.35    | 21        | Uitgeschakeld | Uitgeschakeld | Uitgeschakeld | Uitgeschakeld | Uitgeschakeld | Uitgeschakeld | Uitgeschakeld | Uitgeschakeld |
| 22     | Scarlett Mew Jensen | GBR  | 243.25    | 22        | Uitgeschakeld | Uitgeschakeld | Uitgeschakeld | Uitgeschakeld | Uitgeschakeld | Uitgeschakeld | Uitgeschakeld | Uitgeschakeld |
| 23     | Viktoriya Kesar     | UKR  | 238.20    | 23        | Uitgeschakeld | Uitgeschakeld | Uitgeschakeld | Uitgeschakeld | Uitgeschakeld | Uitgeschakeld | Uitgeschakeld | Uitgeschakeld |
| 24     | Anna Pysmenska      | UKR  | 232.30    | 24        | Uitgeschakeld | Uitgeschakeld | Uitgeschakeld | Uitgeschakeld | Uitgeschakeld | Uitgeschakeld | Uitgeschakeld | Uitgeschakeld |
| 25     | Julia Vincent       | RSA  | 228.90    | 25        | Uitgeschakeld | Uitgeschakeld | Uitgeschakeld | Uitgeschakeld | Uitgeschakeld | Uitgeschakeld | Uitgeschakeld | Uitgeschakeld |
| 26     | Micaela Bouter      | RSA  | 216.15    | 26        | Uitgeschakeld | Uitgeschakeld | Uitgeschakeld | Uitgeschakeld | Uitgeschakeld | Uitgeschakeld | Uitgeschakeld | Uitgeschakeld |
| 27     | Arantxa Chávez      | MEX  | 190.35    | 27        | Uitgeschakeld | Uitgeschakeld | Uitgeschakeld | Uitgeschakeld | Uitgeschakeld | Uitgeschakeld | Uitgeschakeld | Uitgeschakeld |